# AMZ City Smile CS12LF
AMZ City Smile CS12LF – autobus niskopodłogowy z serii AMZ City Smile przeznaczony dla komunikacji miejskiej, produkowany od 2011 roku przez polską firmę AMZ-Kutno z Kutna, a od 2015 roku przez konsorcjum Ursus Bus (w skład którego wchodzą: AMZ Kutno oraz Ursus SA) w Lublinie. Produkowana jest również wersja elektryczna AMZ City Smile CS12E.

## Eksploatacja[2]
| Państwo | Miasto       | Operator                   | Liczba sztuk                                 |
| ------- | ------------ | -------------------------- | -------------------------------------------- |
| Polska  | Elbląg       | Warbus                     | 3                                            |
| Polska  | Kraków       | Mobilis                    | 25                                           |
| Polska  | Kutno        | MZK Kutno                  | 1                                            |
|         | Zielona Góra | MZK Zielona Góra Sp z o.o. | 43 z 43 (elektryczne) (Ostatnie 4 anulowane) |

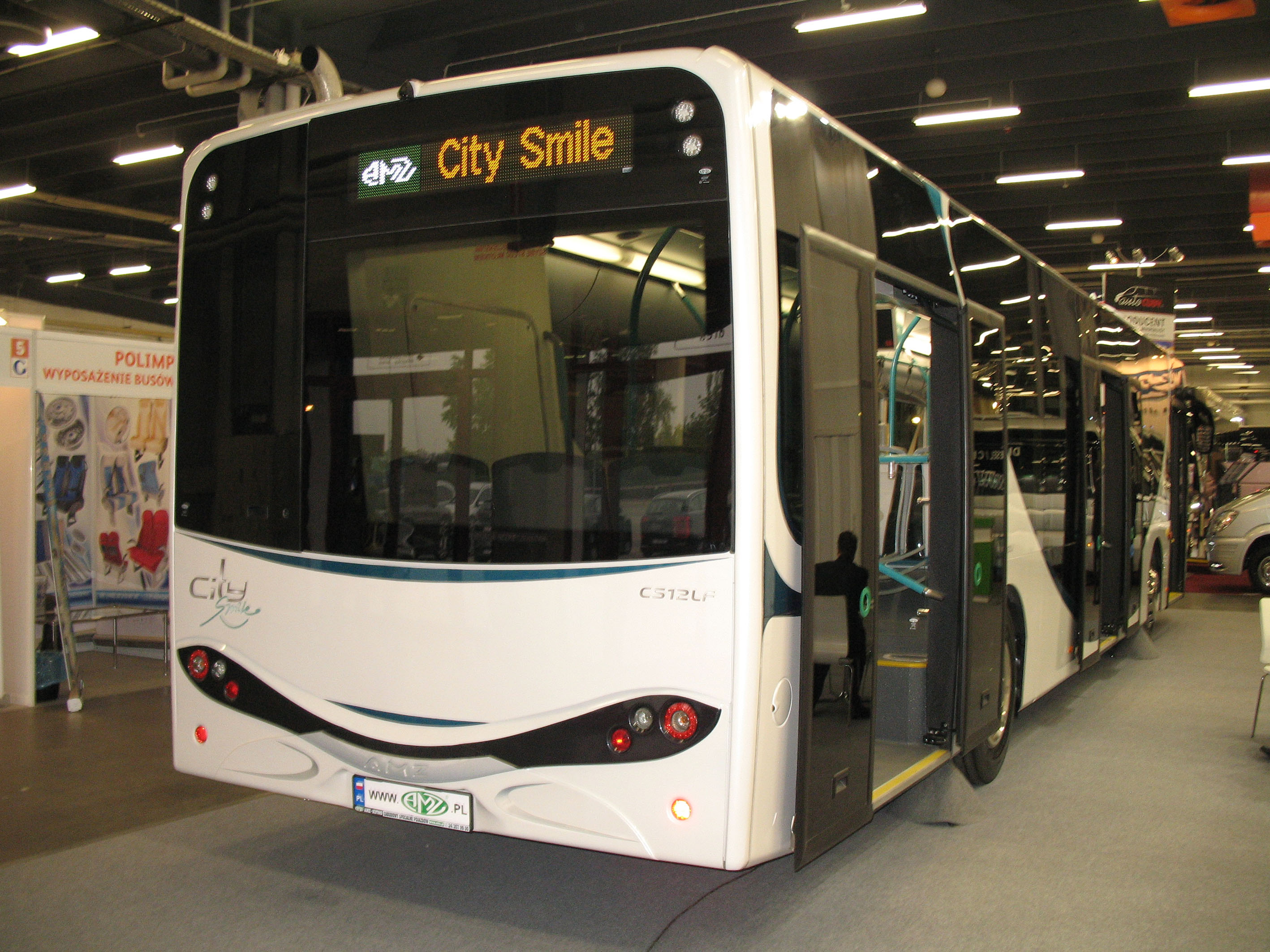
Tył pojazdu
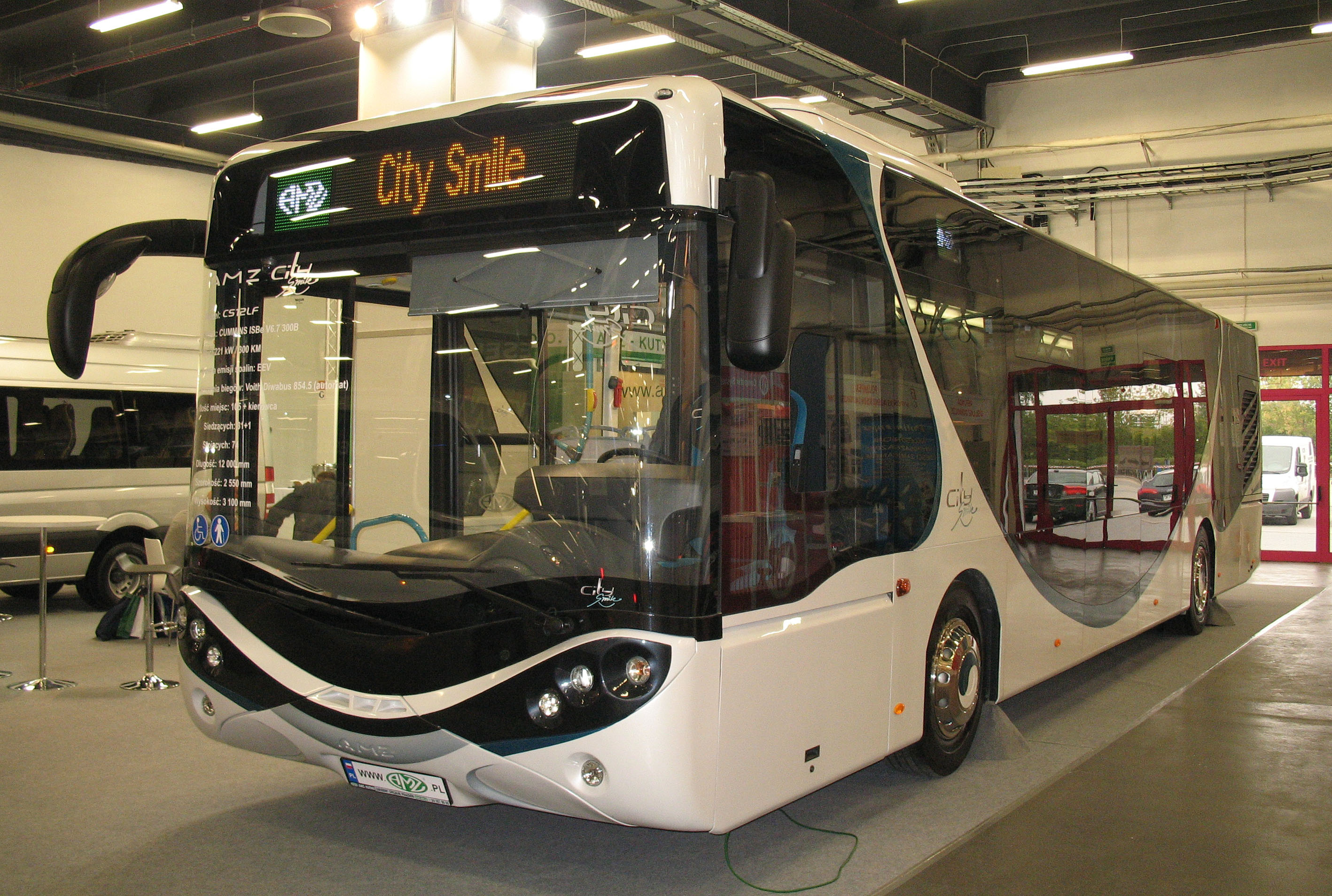
Przód pojazdu
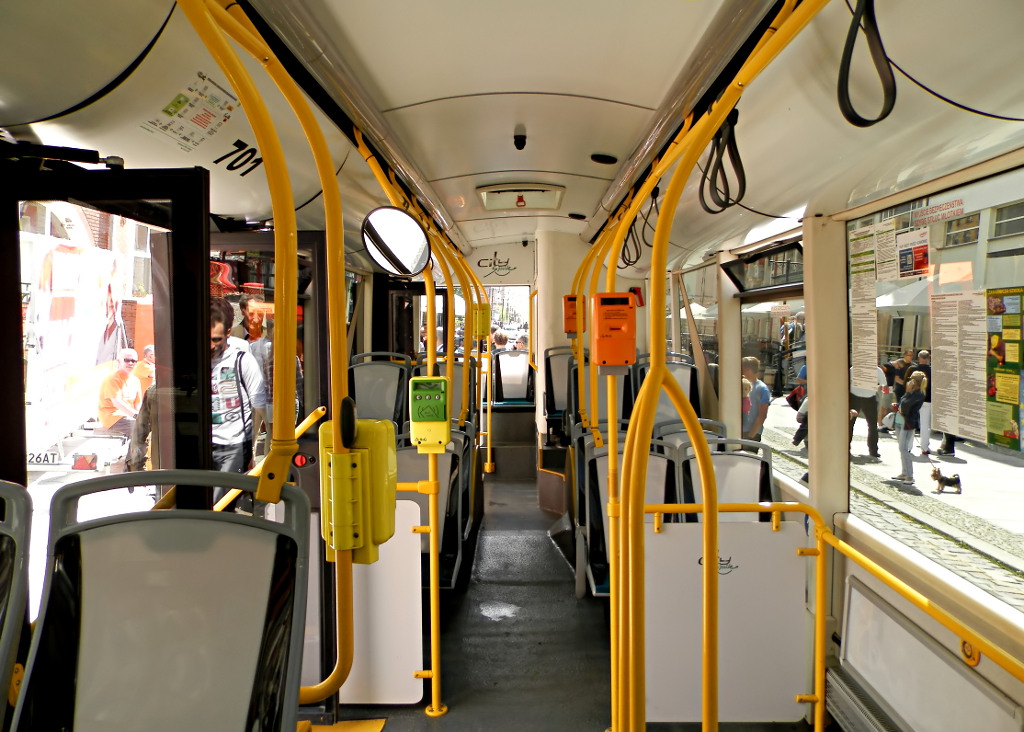
Wnętrze